# Listă de filme idol: W
Aceasta este o listă de filme idol în ordine alfabetică. Vedeți Listă de filme idol pentru lista principală.
| Film                                                            | An   | Regizor                            | Surse                |
| --------------------------------------------------------------- | ---- | ---------------------------------- | -------------------- |
| W.R. - Misterije Organizma, W.R (WR: Mysteries of the Organism) | 1971 | Dušan Makavejev                    | [ 1 ]                |
| Waiting                                                         | 2005 | Rob McKittrick                     | [ 2 ]                |
| Wake in Fright                                                  | 1971 | Ted Kotcheff                       | [ 3 ]                |
| Walkabout                                                       | 1971 | Nicolas Roeg                       | [ 4 ]                |
| Walker                                                          | 1987 | Alex Cox                           | [ 5 ]                |
| Walking and Talking                                             | 1996 | Nicole Holofcener                  | [ 6 ]                |
| Wall Street                                                     | 1987 | Oliver Stone                       | [ 6 ]                |
| The Wanderers                                                   | 1979 | Philip Kaufman                     | [ 7 ]                |
| Warlock                                                         | 1989 | Steve Miner                        | [ 8 ]                |
| The Warriors                                                    | 1979 | Walter Hill                        | [ 9 ]                |
| Watchmen                                                        | 2009 | Zack Snyder                        | [ 10 ]               |
| The Waterboy                                                    | 1998 | Frank Coraci                       | [ 11 ]               |
| Waterworld                                                      | 1995 | Kevin Reynolds                     | [ 12 ] [ 13 ]        |
| Wattstax                                                        | 1973 | Mel Stuart                         | [ 14 ]               |
| Wave Twisters                                                   | 2001 | Eric Henry and Syd Garon           | [ 15 ]               |
| Wax or the Discovery of Television Among the Bees               | 1991 | David Blair                        | [ 16 ]               |
| Wayne's World                                                   | 1992 | Penelope Spheeris                  | [ 17 ] [ 18 ]        |
| The Way of the Gun                                              | 2000 | Christopher McQuarrie              | [ 19 ]               |
| Weird Science                                                   | 1985 | John Hughes                        | [ 20 ] [ 21 ]        |
| Welcome to the Dollhouse                                        | 1995 | Todd Solondz                       | [ 22 ]               |
| Werckmeister Harmóniák (Werckmeister Harmonies)                 | 2000 | Béla Tarr                          | [ 23 ]               |
| Westworld                                                       | 1973 | Michael Crichton                   | [ 24 ] [ 25 ]        |
| Wet Hot American Summer                                         | 2001 | David Wain                         | [ 26 ]               |
| What Ever Happened to Baby Jane?                                | 1962 | Robert Aldrich                     | [ 27 ]               |
| What We Do in the Shadows                                       | 2014 | Jemaine Clement, Taika Waititi     | [ 28 ] [ 29 ]        |
| What's Opera, Doc?                                              | 1957 | Chuck Jones                        | [ 30 ]               |
| What's Up, Tiger Lily?                                          | 1966 | Woody Allen and Senkichi Taniguchi | [ 31 ]               |
| Where's Poppa?                                                  | 1970 | Carl Reiner                        | [ 9 ]                |
| Where the Boys Are                                              | 1960 | Henry Levin                        | [ 4 ]                |
| White Dog                                                       | 1982 | Samuel Fuller                      | [ 5 ] [ 20 ]         |
| White Heat                                                      | 1949 | Raoul Walsh                        | [ 32 ]               |
| White Mischief                                                  | 1988 | Michael Radford                    | [ 33 ]               |
| White Zombie                                                    | 1932 | Victor Halperin                    | [ 34 ] [ 35 ]        |
| Who Framed Roger Rabbit                                         | 1988 | Robert Zemeckis                    | [ 36 ]               |
| The Wicker Man                                                  | 1973 | Robin Hardy                        | [ 32 ]               |
| The Wicker Man                                                  | 2006 | Neil LaBute                        | [ 37 ]               |
| The Wild Angels                                                 | 1966 | Roger Corman                       | [ 30 ]               |
| Wild at Heart                                                   | 1990 | David Lynch                        | [ 38 ]               |
| The Wild Bunch                                                  | 1969 | Sam Peckinpah                      | [ 9 ] [ 39 ] [ 40 ]  |
| Wild Guitar                                                     | 1962 | Ray Dennis Steckler                | [ 41 ]               |
| Wild in the Streets                                             | 1968 | Barry Shear                        | [ 17 ] [ 42 ]        |
| The Wild One                                                    | 1950 | László Benedek                     | [ 43 ] [ 44 ]        |
| Wild Style                                                      | 1983 | Charlie Ahearn                     | [ 45 ]               |
| Wilder Napalm                                                   | 1993 | Glenn Gordon Caron                 | [ 46 ]               |
| Will Success Spoil Rock Hunter?                                 | 1957 | Frank Tashlin                      | [ 47 ]               |
| Willard                                                         | 2003 | Glen Morgan                        | [ 48 ]               |
| Willow                                                          | 1988 | Ron Howard                         | [ 49 ]               |
| Willy Wonka & the Chocolate Factory                             | 1971 | Mel Stuart                         | [ 32 ] [ 50 ]        |
| Wir Wunderkinder (Aren't We Wonderful?)                         | 1958 | Kurt Hoffmann                      | [ 51 ]               |
| Witchboard                                                      | 1986 | Kevin S. Tenney                    | [ 52 ] [ 53 ]        |
| Witchfinder General (also known as The Conqueror Worm)          | 1968 | Michael Reeves                     | [ 9 ] [ 54 ]         |
| Withnail and I                                                  | 1987 | Bruce Robinson                     | [ 6 ] [ 55 ]         |
| The Wiz                                                         | 1978 | Sidney Lumet                       | [ 56 ]               |
| The Wizard                                                      | 1989 | Todd Holland                       | [ 57 ]               |
| The Wizard of Oz                                                | 1939 | Victor Fleming                     | [ 9 ] [ 58 ]         |
| The Wizard of Speed and Time                                    | 1979 | Mike Jittlov                       | [ 59 ]               |
| Wizards                                                         | 1977 | Ralph Bakshi                       | [ 60 ] [ 61 ]        |
| Wniebowzięci (The Ascended)                                     | 1973 | Andrzej Kondratiuk                 | [ 62 ]               |
| Wolf Creek                                                      | 2005 | Greg McLean                        | [ 63 ]               |
| Woodstock                                                       | 1970 | Michael Wadleigh                   | [ 64 ]               |
| Wonderland                                                      | 1999 | Michael Winterbottom               | [ 65 ]               |
| The World's Greatest Sinner                                     | 1962 | Timothy Carey                      | [ 66 ] [ 67 ] [ 68 ] |
| Wristcutters: A Love Story                                      | 2006 | Goran Dukić                        | [ 69 ]               |
| Wuthering Heights                                               | 1939 | William Wyler                      | [ 4 ]                |